# Rafał Majka
Rafał Majka, född 12 september 1989, är en polsk professionell cyklist. Sedan säsongen 2011 tävlar han för UCI World Tour-laget Tinkoff-Saxo. Majka specialiserar sig på etapplopp.
Under hösten 2013 placerade sig Majka för första gången bland de tio bästa i en grand tour, när han slutade sjua i Giro d'Italia. Under 2014 års Tour de France tog han sina två första etappsegrar i ett treveckorslopp, genom att vinna etapp 14 och 17 i den franska tävlingen. Han lyckades under tävlingens gång även ta hem bergspristävlingen. Senare under sommaren vann Majka Polen runt.
Majka vann den elfte etappen i Tour de France 2015 efter en lång soloutbrytning. Senare under sommaren ställde han upp som kapten för Tinkoff-Saxo under Vuelta a España, en tävling som han slutade trea i.
Majka tog en bronsmedalj i herrarnas linjelopp i landsvägscykling vid olympiska sommarspelen 2016.